# Бе (Тријер)
Бе (фр. Bès) је река у Француској. Дуга је 67 km. Улива се у Тријер. 